# Dave Rost
Dave Rost (26 november 1971) is een Nederlandse triatleet. Hij is gespecialiseerd in de lange afstand. In 2006 werd hij geselecteerd om de Nederlandse driekleur te verdedigen op het EK lange afstand in Almere. Hier finishte hij als derde Nederlander en negentiende overall.
Hij begon zijn sportcarrière als hardloper en was gespecialiseerd in afstanden tussen de 10 km (31.50) en de halve marathon (1:09.48). In 1990 maakte hij de overstap op triatlon en werd in 2006 tweede bij het NK duatlon op de lange afstand, derde op het NK halve triatlon en vierde op het NK lange afstand. In 2007 werd hij vierde op het NK lange afstand in Almere, dat hij in 8:43.01 volbracht. In 2008 werd hij derde op het NK triatlon op de lange afstand in Stein en kwalificeerde zich voor het WK triatlon op de lange afstand. 
Dave studeerde voeding en diëtetiek. In oktober 2005 startte hij samen met compagnon Titus Fierkens een eigen onderneming in sportkleding. Zijn jongere broer Huib Rost is ook een triatleet. Tim Rost, zijn oudere broer is zijn supporter, trainer en trainingsmaat. Tim sport op een lager niveau dan Dave.

## Belangrijkste prestaties

### Duatlon
- 2004: 5e ATB-duatlon in Waalwijk
- 2005:  NK powerman Horst aan de Maas
- 2005: 10e NK duatlon in Venray
- 2005:  ATB-duatlon in Venray
- 2006:  NK duatlon in Horst aan de Maas - 2:54.31

### Triatlon
- 2003:  triatlon van Bodegraven
- 2003: 12e NK olympische afstand in Zundert
- 2006: 19e EK triatlon op de lange afstand in Almere - 5:57.26
- 2006:  NK middenafstand in Nieuwkoop - 3:52.46
- 2006:  triatlon van Oud Gastel
- 2006: 8e Volcano triatlon in Lanzarote - 2:08.27
- 2007:  Zwemloop Venray
- 2007:  Trio NK middenafstand Nieuwkoop
- 2007: 4e NK lange afstand in Almere (6e overall)
- 2007:  Halve Triatlon Deventer
- 2007: 35e Triatlon Ibiza 03
- 2008: 8e Ironman UK - 9:34.38
- 2008: 18e Ironman Lanzarote - 9:39.59
- 2008:  NK lange afstand in Stein - 6:02.24
- 2009: 4e Volcano triatlon in Lanzarote - 2:01.27
- 2009: 17e Ironman Lanzarote - 9:22.51
- 2012: 15e EK lange afstand - 8.42.47